# Wereldkampioenschap strandvoetbal
Het wereldkampioenschap strandvoetbal is een tweejaarlijks terugkerend toernooi tussen landenteams van de zes bij de FIFA aangesloten continentale bonden. Het kampioenschap, inclusief voorronden, werd vanaf 1995 eerst georganiseerd door Beach Soccer Worldwide, maar valt sinds 2005 geheel onder auspiciën van de wereldvoetbalbond FIFA.

## Geschiedenis
In 1995 nam Beach Soccer Worldwide het initiatief om een WK strandvoetbal te starten. In 2005 ging de organisatie over naar de wereldvoetbalbond FIFA. Tot en met 2007 is het toernooi altijd in Brazilië gehouden en dan met name op het Copacabanastrand van Rio de Janeiro. Vanaf 2008 worden ook andere gastlanden aangedaan. Vanaf 2009 wordt het toernooi om de twee jaar gehouden.
Het Belgisch strandvoetbalteam nam één keer deel aan het wereldkampioenschap strandvoetbal. In 2004 strandde het team in de groepsfase.

## Erelijst
| Jaar | Plaats                         |  | Goud      | Zilver           | Brons            |
| ---- | ------------------------------ |  | --------- | ---------------- | ---------------- |
| 1995 | Rio de Janeiro, Brazilië       |  | Brazilië  | Verenigde Staten | Engeland         |
| 1996 | Rio de Janeiro, Brazilië       |  | Brazilië  | Uruguay          | Italië           |
| 1997 | Rio de Janeiro, Brazilië       |  | Brazilië  | Uruguay          | Verenigde Staten |
| 1998 | Rio de Janeiro, Brazilië       |  | Brazilië  | Frankrijk        | Uruguay          |
| 1999 | Rio de Janeiro, Brazilië       |  | Brazilië  | Portugal         | Uruguay          |
| 2000 | Rio de Janeiro, Brazilië       |  | Brazilië  | Peru             | Spanje           |
| 2001 | Salvador, Brazilië             |  | Portugal  | Frankrijk        | Argentinië       |
| 2002 | Vitória en Guarujá, Brazilië   |  | Brazilië  | Portugal         | Uruguay          |
| 2003 | Rio de Janeiro, Brazilië       |  | Brazilië  | Spanje           | Portugal         |
| 2004 | Rio de Janeiro, Brazilië       |  | Brazilië  | Spanje           | Portugal         |
| 2005 | Rio de Janeiro, Brazilië       |  | Frankrijk | Portugal         | Brazilië         |
| 2006 | Rio de Janeiro, Brazilië       |  | Brazilië  | Uruguay          | Frankrijk        |
| 2007 | Rio de Janeiro, Brazilië       |  | Brazilië  | Mexico           | Uruguay          |
| 2008 | Marseille, Frankrijk           |  | Brazilië  | Italië           | Portugal         |
| 2009 | Dubai, Ver. Arabische Emiraten |  | Brazilië  | Zwitserland      | Portugal         |
| 2011 | Ravenna, Italië                |  | Rusland   | Brazilië         | Portugal         |
| 2013 | Papeete, Frans-Polynesië       |  | Rusland   | Spanje           | Brazilië         |
| 2015 | Espinho, Portugal              |  | Portugal  | Tahiti           | Rusland          |
| 2017 | Nassau, Bahama's               |  | Brazilië  | Tahiti           | Iran             |
| 2019 | Asuncion, Paraguay             |  | Portugal  | Italië           | Rusland          |
| 2021 | Moskou, Rusland                |  | Rusland   | Japan            | Zwitserland      |
| 2024 | Dubai, Ver. Arabische Emiraten |  | Brazilië  | Italië           | Iran             |
| 2025 | Victoria, Seychellen           |  | Brazilië  | Wit-Rusland      | Portugal         |

## Medaillespiegel
| Plaats | Land             | Goud | Zilver | Brons | Totaal |
| 1      | Brazilië         | 16   | 1      | 2     | 18     |
| 2      | Portugal         | 3    | 3      | 6     | 12     |
| 3      | Rusland          | 3    | 0      | 2     | 4      |
| 4      | Frankrijk        | 1    | 2      | 1     | 4      |
| 5      | Uruguay          | 0    | 3      | 4     | 7      |
| 6      | Spanje           | 0    | 3      | 1     | 4      |
| 7      | Italië           | 0    | 3      | 1     | 4      |
| 8      | Tahiti           | 0    | 2      | 0     | 2      |
| 9      | Verenigde Staten | 0    | 1      | 1     | 2      |
| 9      | Zwitserland      | 0    | 1      | 1     | 2      |
| 10     | Mexico           | 0    | 1      | 0     | 1      |
| 10     | Japan            | 0    | 1      | 0     | 1      |
| 10     | Peru             | 0    | 1      | 0     | 1      |
| 10     | Wit-Rusland      | 0    | 1      | 0     | 1      |
| 13     | Iran             | 0    | 0      | 2     | 2      |
| 13     | Argentinië       | 0    | 0      | 1     | 1      |
| 13     | Engeland         | 0    | 0      | 1     | 1      |
| Totaal | Totaal           | 23   | 23     | 23    | 67     |

1995 · 1996 · 1997 · 1998 · 1999 · 2000 · 2001 · 2002 · 2003 · 2004 · 2005 · 2006 · 2007 · 2008 · 2009 · 2011 · 2013 · 2015 · 2017